# Shotesham
Shotesham is een civil parish in het bestuurlijke gebied South Norfolk, in het Engelse graafschap Norfolk met 562 inwoners.